# کوکوی والک
کوکوی والک یک نوع از کوکو‌های ایرانی است. در طبخ این کوکو از سبزی والک کوهی، تخم مرغ، ماست آرد، زرشک و نمک و فلفل استفاده می‌شود. این کوکو را به شکل‌های مختلف و معمولاً به صورت گرد و پهن درآورده و در تابه سرخ می‌کنند.